# Magnolia omeiensis
Magnolia omeiensis är en magnoliaväxtart som först beskrevs av Wan Chun Cheng, och fick sitt nu gällande namn av James Edgar Dandy. Magnolia omeiensis ingår i släktet Magnolia och familjen magnoliaväxter. Inga underarter finns listade i Catalogue of Life.